# 2004 год в политике России
В 2004 году в России состоялись выборы президента.

## Январь
- 9 января президент России Владимир Путин подписал договор о продлении аренды космодрома Байконур в Казахстане до 2050 года.

## Февраль
- 24 февраля президент России Владимир Путин отправил в отставку правительство Михаила Касьянова. 5 марта председателем правительства был назначен Михаил Фрадков.

## Март
- 14 марта состоялись выборы президента России, на которых победил Владимир Путин с результатом 71,31 % голосов избирателей, принявших участие в голосовании. Кандидат от КПРФ Николай Харитонов занял второе место, получив 13,69 %. Сергей Глазьев получил 4,10 % голосов.
- 25 марта Владимир Путин подписал федеральный конституционный закон об образовании нового субъекта Российской Федерации в результате объединения Пермской области и Коми-Пермяцкого АО.

## Май
- 26 мая президент России Владимир Путин обратился к Федеральному собранию с пятым посланием, главными темами которого стали: удвоение ВВП не за 10 лет (как говорилось в предыдущем послании), а к 2010 году, а также повышение благосостояния граждан.

## Июль
- 3 июля состоялся десятый съезд КПРФ. Одновременно в результате конфликта в руководстве партии прошёл «альтернативный съезд» противников Геннадия Зюганова. На каждом мероприятии были избраны Центральный комитет и его председатель. В августе Министерство юстиции России признало «альтернативный съезд» нелегитимным, подтвердив полномочия Зюганова.

## Сентябрь
- 1 сентября в городе Беслане в Северной Осетии банда боевиков захватила в заложники 1128 человек в школе № 1. 3 сентября была проведена операция по освобождению заложников. В результате теракта погибли 333 человека, в том числе 186 детей. 4-5 сентября в России был объявлен траур.
- 13 сентября президент России Владимир Путин выступил с пакетом законодательных инициатив по изменению политической системы страны в рамках борьбы с международным терроризмом.

## Октябрь
- 14 октября президент России Владимир Путин и председатель КНР Ху Цзиньтао подписали дополнение к соглашению о российско-китайской государственной границе, согласно которому годом позже была произведена демаркация.

## Ноябрь
- 4 ноября президент России Владимир Путин подписал закон «О ратификации Киотского протокола к Рамочной конвенции ООН об изменении климата». Киотский протокол вступил в силу 16 февраля 2005 года.

## Декабрь
- 11 декабря президент России Владимир Путин подписал закон, меняющий систему избрания глав субъектов Федерации. Ранее закон был принят Государственной Думой 3 декабря 2004 года и одобрен Советом Федерации 8 декабря 2004 года[1].
- 19 декабря в Москве на аукционе по продаже 76,79 процентов акций основного нефтедобывающего предприятия компании «ЮКОС» — ОАО «Юганскнефтагаз» пакет приобрела компания «Байкалфинансгруп» за 9 млрд долл.